# L'ombra del dragone
L'ombra del dragone (American Dragons) è un film del 1998 diretto da Ralph Hemecker.

## Trama
Il detective Tony Luca, affiancato da un poliziotto proveniente da Seoul di nome Kim dovrà indagare su un omicidio di uno dei membri della Yakuza, che secondo Luca sia collegato ad un'operazione sotto copertura per catturare un gangster di nome Rocco.